# Malangabang Island
Malangabang Island ist eine philippinische Insel in der Provinz Iloilo. Sie liegt etwa 12 km vor der Ostküste der Insel Panay, am nördlichen Eingang der Guimaras-Straße in der westlichen Visayas-See. Nordwestlich liegt in 3,9 km Entfernung die Insel Pan de Azucar, westlich in ca. 4 km Botlog Island und in 6 km Tago Island. Südwestlich liegen in 0,9 km Agho- und in 2,5 km Entfernung Igbon Island. 

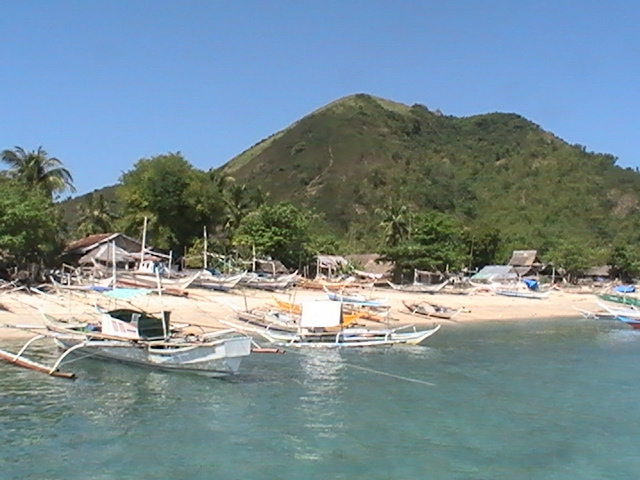
Malangabang Island

Auf der Insel liegt der gleichnamige Barangay Malangabang, dieser gehört zur Verwaltungsstruktur der Großraumgemeinde Concepcion. Er hatte im Jahr 2010 exakt 2542 Einwohner und wird als dörflich beschrieben. Regelmäßige Fährverbindungen zur Insel bestehen nicht, es müssen Auslegerboote im Fischereihafen von Concepcion gemietet werden. Die Überfahrt dauert ca. 45 Minuten.
Die Topografie der Insel ist gekennzeichnet durch ein hügeliges Terrain, das im Inselzentrum am Berg Tan-ag bis auf 239 Meter, nach anderen Quellen 158 Meter über dem Meeresspiegel ansteigt. Die Küstenlinie der etwa 2,1 km langen und ca. 1,8 km breiten Insel wird durch Sandstrände gesäumt. Südwestlich liegen ausgedehnte Korallenriffe der Insel vorgelagert, die die kleine Insel Chico Island umschließen. Der Pflanzenwuchs der Insel besteht aus einer tropischen Vegetation, die größtenteils aus Kokospalmen, Mangobäumen, Büschen und großen Grasflächen besteht.